# Владислав Посмертний
Владислав (лат. Ladislaus; 22 лютого 1440 — 23 листопада 1457 — король Богемії (1453 – 1457), король Угорщини і Хорватії (1440, 1445—1457), герцог Австрійський (1440 — 1457). Останній представник Альбертинської лінії династії Габсбургів. Прізвисько — Посмертний (лат. Postumus, чеськ. Pohrobek, угор. Utószülött).

## Імена
- Ладислав (лат. Ladislaus) — офіційне латинське імя в тогочасній документації.
- Володислав, або Владислав — український і церковнословянський варіанти імені.
- Владислав Постум (Посмертний; лат. Ladislaus Postumus, нім. Ladislaus Postumus, чеськ. Ladislav Pohrobek)
- Ласло V (угор. Utószülött László) — в угорській історіографії.

## Біографія

### Ранні роки

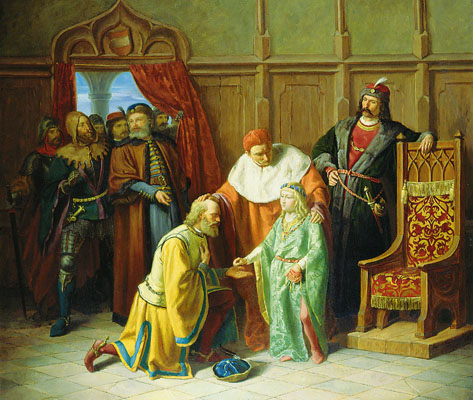
Владислав Посмертний у дитинстві, Карел Явурек

Владислав був сином австрійського герцога і короля Німеччини, Богемії та Угорщини Альбрехта V та Єлизавети (Ержебет) Люксембурзької, дочки імператора Сигізмунда. Він народився через чотири місяці після несподіваної смерті свого батька від шигельозу (тоді називали дизентерією) (прізвисько Владислава — «Постум» — латиною означає «Посмертний»), і, як єдиний син Альбрехта V, успадкував престол герцогства Австрії. Опікуном юного герцога й новим королем Німеччини та імператором Священної Римської імперії став його двоюрідний дядько Фрідріх III, герцог Внутрішньої Австрії.
Мати Владислава, королева Єлизавета, негайно після народження сина (в травні 1440 року) влаштувала його коронацію королем Угорщини. У цьому її підтримала прогабсбурзька партія угорських баронів на чолі з Ульріком Ціллі. Однак більшість дворянства висловилась на користь іншого кандидата — польського короля Владислава III Варненчика, який міг очолити боротьбу з турецькою загрозою й незабаром був також коронований під ім'ям Уласло I. В Угорщині спалахнула громадянська війна між двома партіями. Перемогу здобули прихильники Уласло I, однак Фрідріху III вдалось закріпитись у західноугорських містах, а Ян Іскра іменем Владислава захопив значну частину Північної Угорщини (Словаччини). Королеві-матері також вдалось вивезти з країни корону Святого Іштвана та інші угорські королівські регалії, що були передані Фрідріху III, як опікуну Владислава.
У Чехії Владислав був практично одразу визнаний королем, однак тут також розгорнулась боротьба за владу між двома угрупуваннями дворян: католиками південної частини країни на чолі із Олдржіхом II з Рожмберку та гуситами-чашниками сходу. Королівські органи влади в Чехії практично припинили свою діяльність, всі спроби Фрідріха встановити свою владу ім'ям Владислава провалились. З 1444 року на чолі чеських чашників став Їржі з Подєбрад, якому, спираючись на міста й середнє дворянство, вдалось розбити партію католиків, що протистояла йому, й у 1448 році взяти Прагу.

### Період регентств
У 1444 році угорський король Уласло I загинув у битві під Варною. Це спричинило новий спалах боротьби за владу. Як компроміс 1445 року королем було визнано Владислава (Ласло V), за умови, що Фрідріх III звільнить свого троюрідного племінника й поверне угорські королівські регалії. Фрідріх відмовився це зробити. У результаті у 1446 році регентом Угорщини було обрано Яноша Гуняді, талановитого воєначальника, що негайно розгорнув боротьбу з турками, які здійснювали набіги на південні рубежі держави. У Чехії у 1450 році регентом (земським правителем) було обрано Їржі з Подєбрад. Фрідріх III зберіг за собою лише власне Австрійське герцогство, продовжуючи утримувати Владислава на становищі полоненого.
Починаючи з 1451 року, почався посилений тиск на Фрідріха III з вимогою звільнити Владислава. 1452 року проти Фрідріха повстало австрійське дворянство, що уклало союз з угорцями й чехами. Повстанці вимагали звільнення короля й повернення королівських регалій. Фрідріх був змушений поступитись.

### Правління в Угорщині

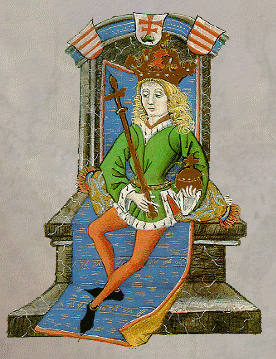
Владислав Посмертний

У 1453 році державні збори Угорщини знову визнали Владислава королем. Вперше після смерті Альбрехта II в країні з'явився володар, визнаний усіма партіями. Було оголошено амністію, прощено осіб, що бились на боці Уласло I. Однак королю було лише тринадцять років, тому фактичним правителем країни став Ульрік Ціллі, словенський граф, супротивник Яноша Гуняді. Попри це останній зберіг свій вплив у зовнішній політиці й продовжив походи на турків. У 1456 році невелике військо Гуняді розгромило армію Османської імперії під Белградом, на тривалий час ліквідувавши безпосередню турецьку загрозу Угорщині. Але того ж року Гуняді помер. Його старший син і спадкоємець Ласло виступив проти Ульріка Ціллі й убив його. Попри те, що смерть Ціллі означала приєднання Габсбургами його широких володінь в Крайні, Каринтії та Славонії, Владислав заарештував на початку 1457 року Ласло Гуняді й стратив його. У відповідь в Угорщині спалахнуло повстання прибічників клану Гуняді, а король був змушений тікати до Праги.

### Правління в Богемії і смерть
Попри те, що вже у 1453 році Владислав був коронований королем Богемії, фактичним правителем країни лишався Їржі з Подєбрад. Він провадив політику укріплення центральної влади й придушення заколотів аристократів. У 1453–1454 роках сейм Чеського королівства ухвалив низку постанов, спрямованих на врегулювання відносин селян з феодалами, судових процедур і ліквідацію підґрунтя для сепаратизму та повстань баронів. Почались перемовини про шлюб Владислава з Магдаленою Валуа, дочкою французького короля Карла VII Звитяжного. Коли у 1457 році Владислав знову прибув до Праги, рятуючись від повстання угорських магнатів, він почав підготовку до весілля. Однак у листопаді король несподівано захворів й за три дні помер. Висувались припущення про отруєння Владислава за наказом Їржі з Подєбрад, який пізніше став королем Чехії, однак сучасні дослідження чеського доктора антропології Емануела Влчека показали, що Владислав був хворий на лейкемію — хворобу, не відому середньовічним лікарям.
Смертю Владислава Постума завершилась перша спроба об'єднання центральноєвропейських держав, здійснена Сигізмундом I Люксембургом. Якщо в Австрії збереглась влада Габсбургів, то в Угорщині та Чехії було обрано національних королів, що призвело до відокремлення кожної з цих держав. Це відокремлення мало фатальні наслідки в умовах насування турецької загрози. Нове об'єднання Центральної Європи було досягнуто лише у 1526 році знову Габсбургами, однак це відбулося ціною загибелі Угорського королівства в боях з Османською імперією.

## Родина
Владислав не був одружений і дітей не мав. Його спадкоємцем в Австрії став його двоюрідний дядько Фрідріх V. Зі смертю Владислава згасла Альбертинська лінія дому Габсбургів і Австрійські землі були знову об'єднані під владою одного правителя.